# Rotary International

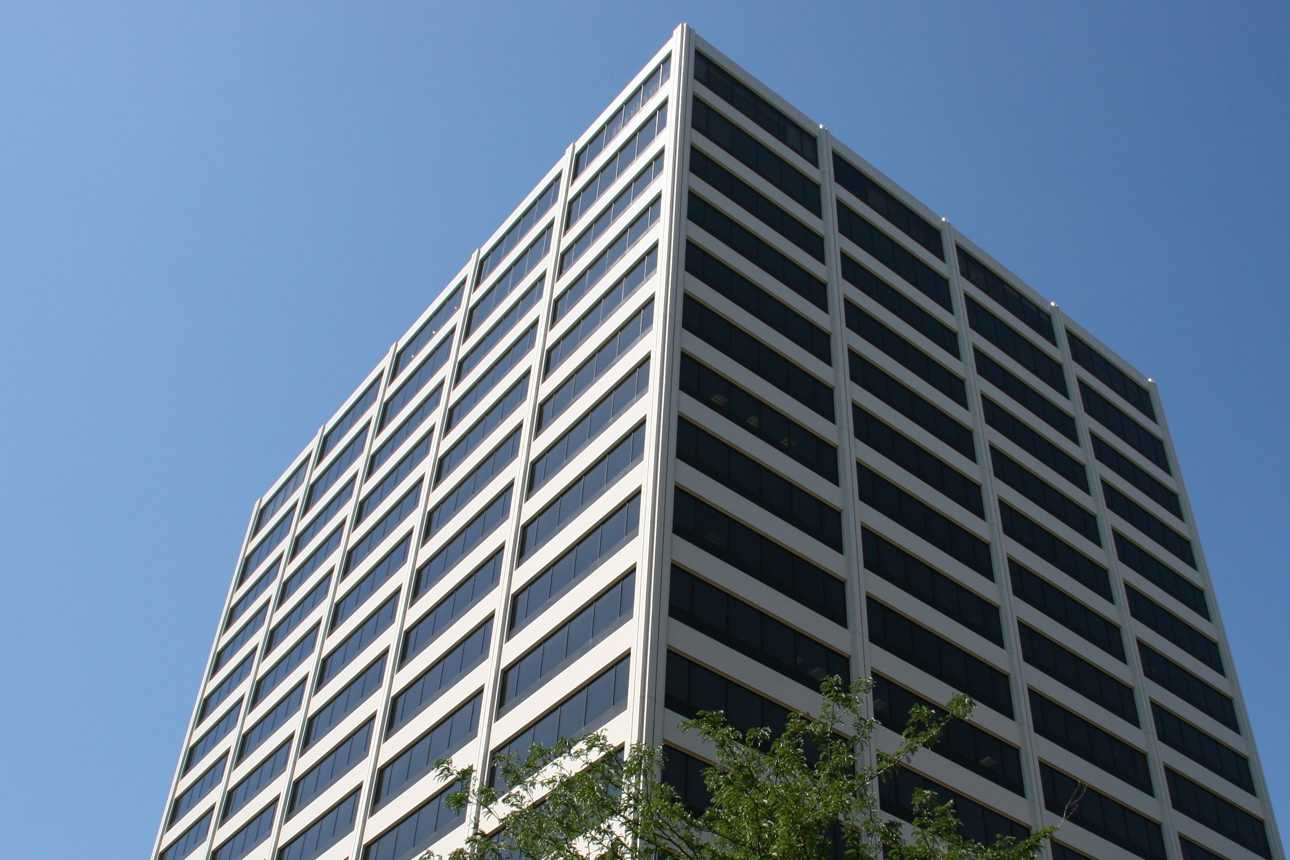
Sediul Rotary International din Evanston, Illinois, Statele Unite ale Americii.

Rotary International este o organizație de caritate cu 1,4 milioane de membri (care se numesc Rotarieni) constituiți în peste 46.000 Cluburi în aproape toate țările din lume.
Cluburile Rotary sunt accesibile pentru persoane din toate culturile și etniile, nu discriminează și nu sunt afiliate la nicio organizație politică sau religioasă.
Activitatea Rotarienilor se extinde mai departe de Cluburile Rotary, incluzând și alte persoane care au ca scopul să servească, cu diferite vârste, aducându-și contribuția la activitatea organizației. Grupuri, precum Rotaract, Interact, RotaKids și Rotary Community Corps, servesc alături de Cluburile care le sponsorizează, având ca direcție principală îmbunătățirea calității vieții în comunitățile lor. Împreună formează marea Familie Rotary.
Deviza Rotary este: Service above self (A servi mai presus de sine). Rotarienii sunt recunoscuți, în comunitățile lor, ca lideri și oameni de acțiune: People of Action.
Ariile de acțiune Rotary sunt: Pacea și prevenția conflictelor, Educația de bază și alfabetizarea, Prevenția bolilor și sănătatea, Igiena și sanitația apei, Dezvoltarea economică a comunităților, Sănătatea mamei și a copilului, Sprijinirea Mediului.
Districtul 2.241 (România și Republica Moldova) cuprinde 110 de Cluburi, cu peste 5.311 de Rotarieni cartați în 70 de orașe.

## Istoria

### Începutul

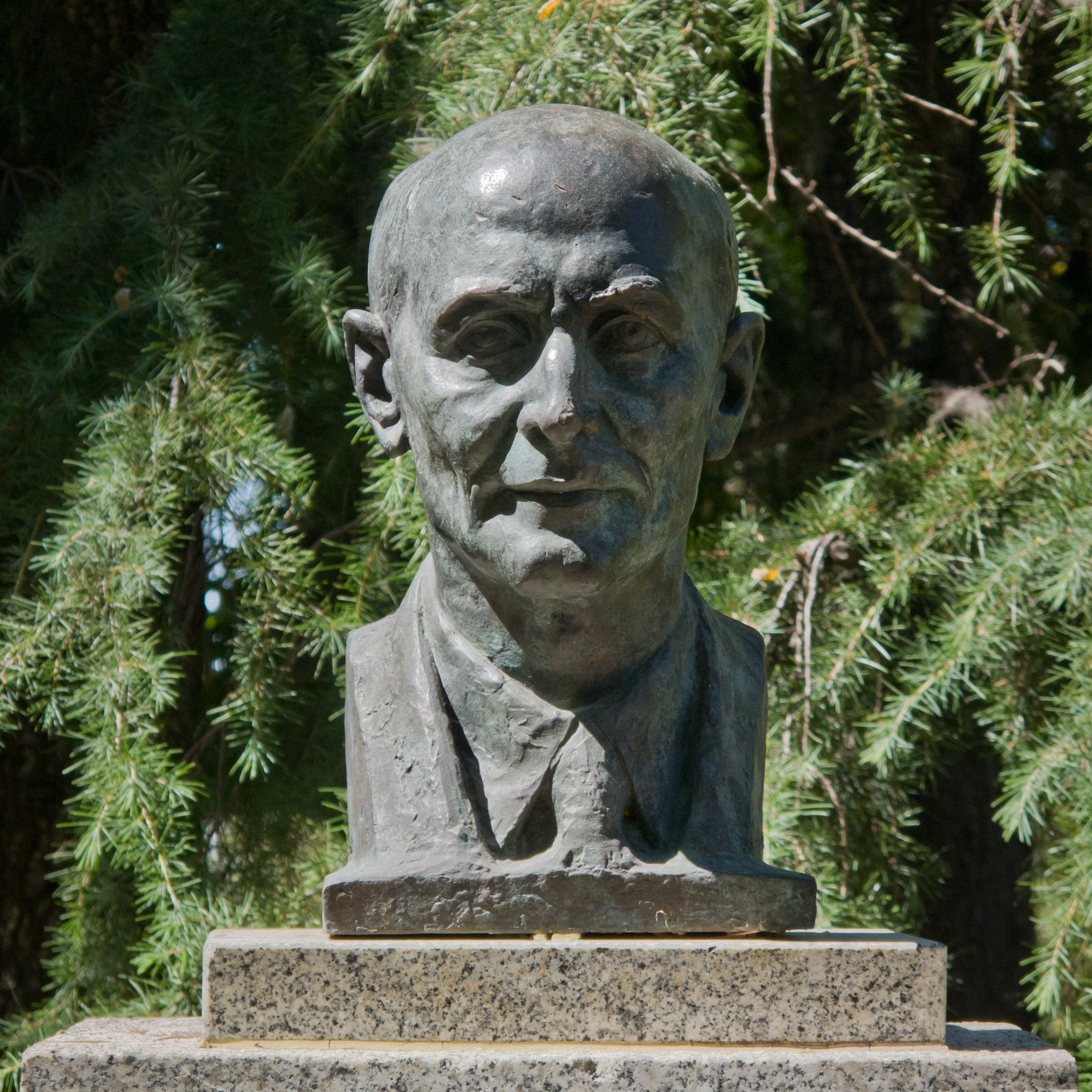
Bustul lui Paul Harris în Parque del Oeste, Madrid, Spania.

Primul Club Rotary a fost înființat atunci când avocatul Paul P. Harris a fost solicitat să participe la o reuniune împreună cu trei parteneri de afaceri în centrul orașului Chicago. în biroul unui prieten al lui Harris, Gustave E. Loehr, în Unity Building, Dearborn Street, pe 23 februarie 1905. Pe lângă Harris și Loehr (inginer minier), au participat Silvester Schiele (comerciant cu cărbune) și Hiram E. Shorey (croitor). Aceștia au ales numele de Rotary pentru că, la început, întâlnirile săptămânale ale clubului erau găzduite pe rând de fiecare membru. După un an, clubul din Chicago a devenit atât de mare încât a trebuit să se adopte practica actuală obișnuită de stabilire a unui loc fix de întâlnire.
Următoarele patru cluburi Rotary au fost înființate în orașele din vestul Statelor Unite, începând cu San Francisco, apoi Oakland, Los Angeles, și Seattle. Asociația Națională a Cluburilor Rotary din America a fost înființată în 1910. Pe 22 februarie 1911 d.Hr., a avut loc prima reuniune a Clubului Rotary Dublin în Dublin, Irlanda. Acesta a fost primul club înființat în afara Americii de Nord. În aprilie 1912 Rotary a închiriat un club din Winnipeg, Manitoba, Canada, marcând astfel prima înființare a unui club de servicii în stil american în afara Statelor Unite. Pentru a reflecta înființarea unui club în afara Statelor Unite, numele asociației a fost schimbat în Asociația Internațională a Cluburilor Rotary, în 1912.
În august 1912, Rotary Club din Londra, a primit aprobarea de asociere, marcând astfel primul club Rotary recunoscut în afara Americii de Nord. Mai târziu a devenit cunoscut faptul că clubul Dublin din Irlanda a fost organizat înainte de Clubul de la Londra, dar clubul Dublin nu a primit decât după cea a Clubului de la Londra.
În timpul primului război mondial, Rotary în Marea Britanie s-a dezvoltat de la 9 la 22 cluburi, alte cluburi timpurii fiind înființate de asemenea în alte țări, precum cel din Cuba în 1916, China în 1919, și India în 1920.
În 1922 numele asociației a fost schimbat în Rotary International. Prin 1925 Rotary includea 200 de cluburi, cu peste 20.000 de membri.

### Al doilea război mondial în Europa
Cluburi Rotary din Spania au încetat să funcționeze la scurt timp după izbucnirea războiului civil spaniol.
Cluburi au fost desființate în Europa, după cum urmează:
- Austria (1938)
- Italia (1939)
- Cehoslovacia (1940)
- Estonia, Letonia, Lituania, Polonia, Iugoslavia și Luxemburg (1941)
- Romania (1940-1941)[6]
- Ungaria (1941/1942)
- În Țările de Jos, Rotary au fost interzise după ocuparea de către trupele germane în 1940 și au putut fi reinstalate numai după eliberarea din 1945 [7]

### Perioada postbelică

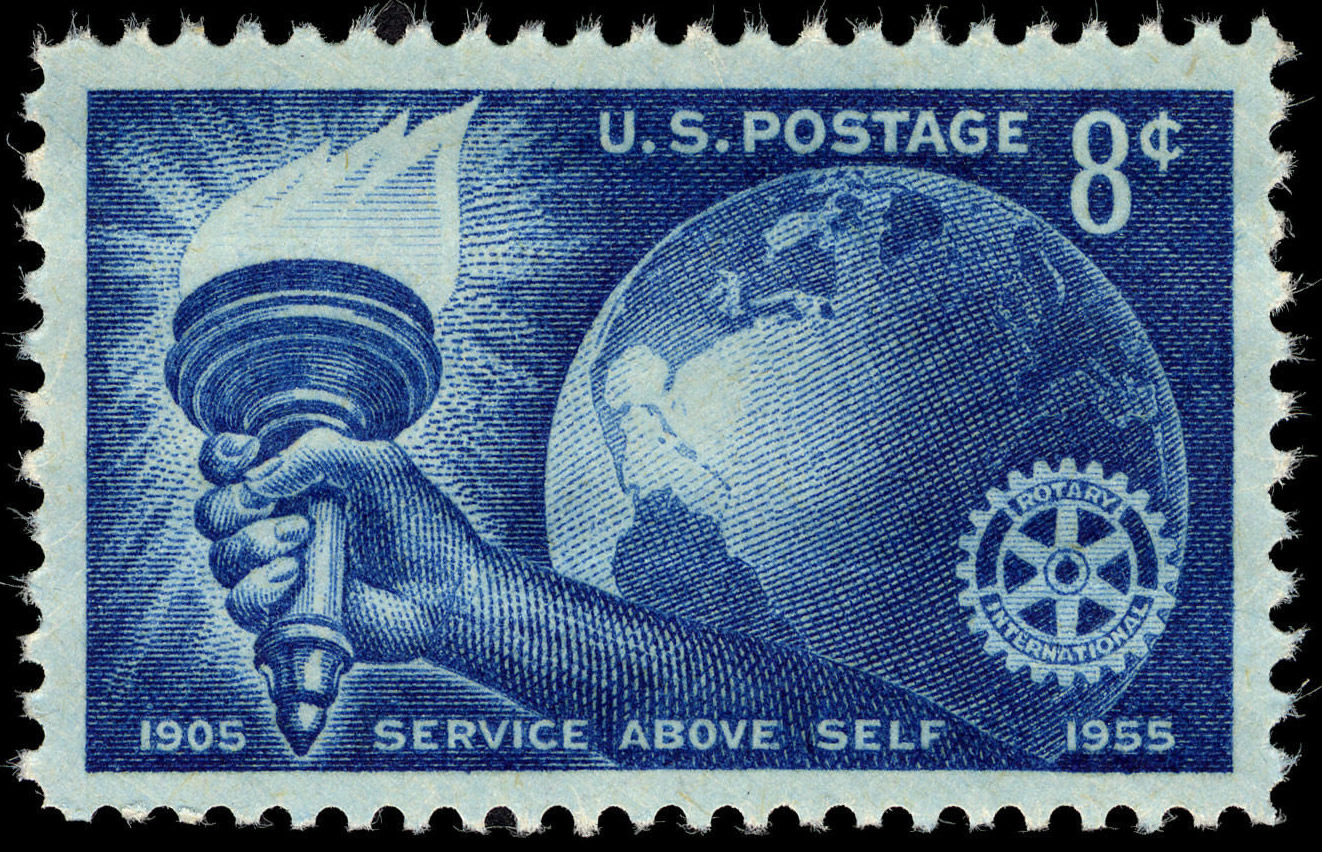
Timbru filatelic american de comemorare a L-a aniversare Rotary International în 1955.

Cluburile Rotary din Europa de Est și din alte țări comuniste au fost desființate în anii 1945-1948, dar noi cluburi Rotary au fost organizate în multe alte țări, și în timpul mișcărilor naționale de independență din Africa și Asia noile națiuni aveau deja cluburi Rotary. După relaxarea controlului guvernamental al grupurilor comunitare din Rusia și fostele națiuni satelit sovietice, rotarienii au fost bineveniți în calitate de organizatori de cluburi, iar cluburile s-au format în aceste țări începând cu clubul Moscova în 1990.
În 1985, Rotary a lansat programul PolioPlus pentru imunizarea tuturor copiilor din lume împotriva poliomielitei. Începând cu anul 2011, Rotary a contribuit cu mai mult de 900 milioane dolari pentru această cauză, obținându-se imunizarea la aproape două miliarde de copii din întreaga lume.
În 2006, Rotary avea mai mult de 1,2 milioane de membri în peste 32.000 de cluburi, în 200 de țări și zone geografice, ceea ce face din Rotary International clubul cu cele mai răspândite sucursale, și al doilea club de servicii ca mărime din lume.
Președinții Rotary International din 2001 până în prezent:
- Richard D. Regele (2001-2002)
- Bhichai Rattakul (2002-2003)
- Jonathan B. Majiyagbe (2003-2004)
- Glenn E. Estess, Sr. (2004-2005)
- Carl-Wilhelm Stenhammar (2005-2006)
- William Boyd (2006-2007)
- Wilfrid J. Wilkinson (2007-2008)
- Dong Kurn Lee (2008-2009)
- John Kenny (2009-2010)
- Ray Klinginsmith (2010-2011)
- Kalyan Banerjee (2011-2012)
- Sakuji Tanaka (2012-2013)
- Ron D. Burton (2013-2014)
- Gary C.K. Huang (2014-2015)
- K.R. Ravindran (2015-2016)
- John F. Germ (2016-2017)
- Ian H. S. Riseley (2017–18)
- Barry Rassin (2018–19)
- Mark Daniel Maloney (2019–20)
- Holger Knaack (2020–21)
- Shekhar Mehta (2021–22)
- Jennifer E. Jones (2022–23)
- Gordon McInally (2023–24)

## Organizarea și administrarea

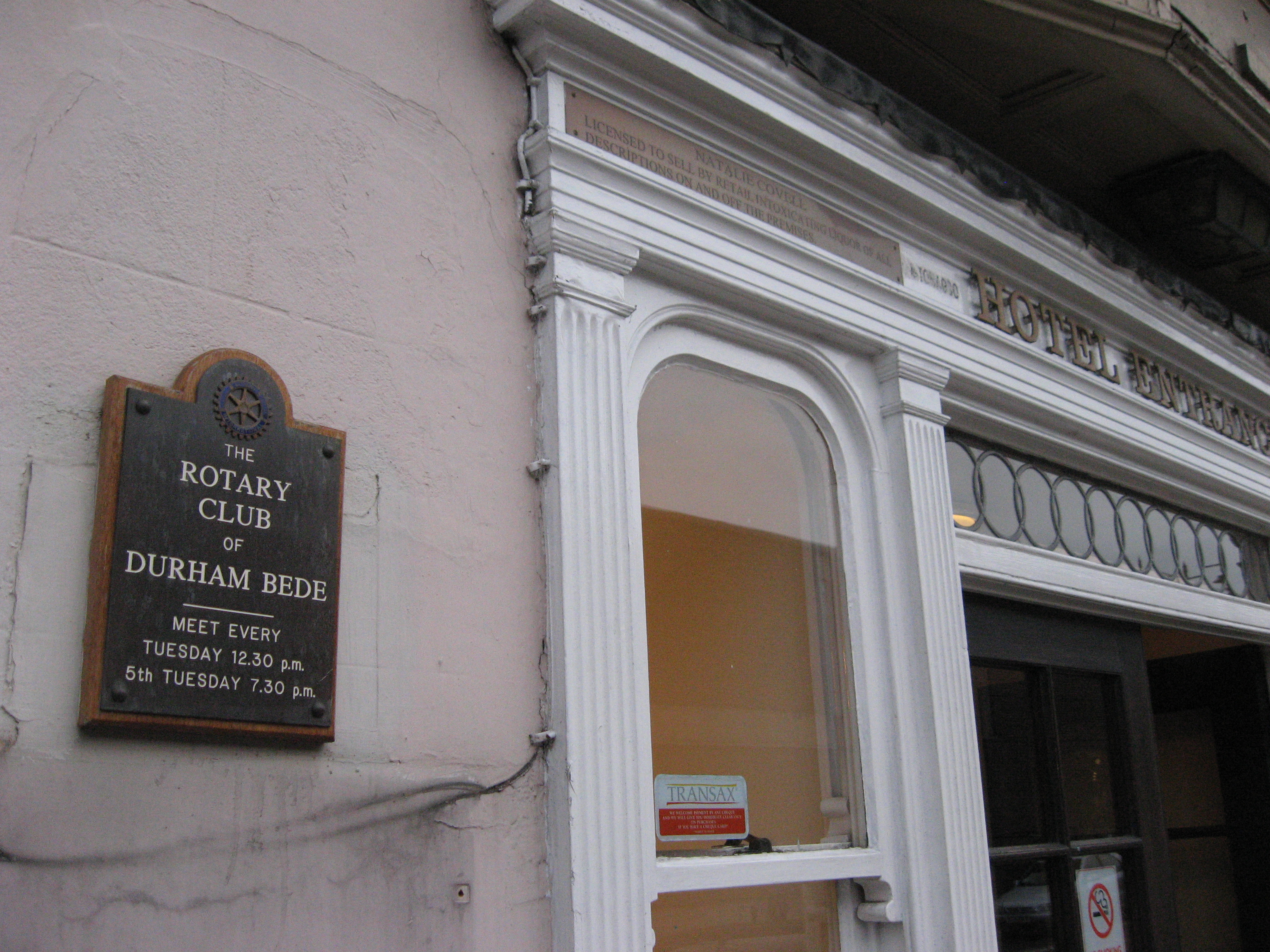
O plachetă arătând locul unde se întâlnește Clubul Rotary, Durham, Anglia.

Pentru a putea rula programele sale de servicii, Rotary este structurat în cluburi, districte, și structuri internaționale. Membrii cluburilor Rotary se numesc rotarieni. Cluburile sunt confirmate de organizația globală Rotary International, cu sediul in Evanston, Illinois. În scopuri administrative, peste 32.000 de cluburi din întreaga lume sunt grupate în 529 de districte, iar districtele in 34 de zone.

### Cluburile Rotary
Clubul Rotary este unitatea de bază a activității Rotary, și fiecare club își alege membrii. Inițial a existat o limitare la un singur club pe oraș sau municipiu, dar Rotary International a încurajat formarea mai multor cluburi în orașele mai mari. Cele mai multe cluburi se întâlnesc săptămânal, de obicei cu ocazia unui prânz sau cina, într-o locație fixă, cu care ocazie rotarienii pot discuta problemele clubului și conversează cu invitații. Fiecare club desfășoară , de asemenea, diverse proiecte de servicii în comunitatea locală, și participă la proiecte speciale care implică alte cluburi din districtul de care aparține. Ocazional, participă la un proiect special al unui club înfrățit dintr-o altă țară. Cele mai multe cluburi organizează, de asemenea, evenimente sociale, cel puțin trimestrial, și chiar mai des în unele cazuri.
Fiecare club își alege propriul președinte și conducerea dintre membrii săi activi pentru un mandat de un an. Cluburile se bucură de autonomie considerabilă conform statutului Rotary International. Organismul de conducere al clubului este Consiliul Clubului, format din președintele clubului (care servește ca președinte al consiliului), un președinte ales, secretarul clubului, trezorierul clubului, și mai mulți directori ai Consiliului Clubului, inclusiv fostul președinte și viitorul președinte. Președintele numește de obicei directorii care servesc ca președinți ai principalelor comisii din club, inclusiv cele responsabile de funcționarea clubului, profesionale, în folosul comunității, pentru tineret, și pentru aspectele internaționale.

### Districtele Rotary
Districtul Rotary este conduse de un guvernator, care este ofițer Rotary International și reprezintă consiliul de administrație al Rotary International în acea regiune. Fiecare guvernator este numit de către cluburile care aparțin de districtul respectiv, și ales cu ocazia reuniunii cluburi din Convenția RI care se ține anual într-o altă țară. Guvernatorul districtului numește guvernatorii asistenți dintre Rotarienii din district pentru a-l ajuta la gestionarea activității Rotary și în proiecte cluburilor din district. Deci guvernatorul districtului este numit de către cluburile din district și a ales în mod oficial de la reuniunea anuală internațională a cluburilor.

### Zonele Rotary
Aproximativ 15 districte Rotary formează o zonă. Un director de zonă, care servește ca membru al consiliului de administrație Rotary International, coordonează două zone. Directorul de zonă este numit de către cluburile din zonă și ales în cadrul Convenției Rotary International pentru doi ani consecutivi.

### Rotary International
Rotary International este condus de un consiliu de administrație compus din președintele internațional, președintele ales, secretarul general, și 17 directori zonali. Numirea și alegerea fiecărui președinte se fac cu unu până la trei ani înainte de preluarea efectivă a funcției, și se bazează pe cerințele care includ echilibrul geografic între zonele Rotary și serviciile anterioare ca guvernator districtual și membru al consiliului. Comitetul internațional se întrunește trimestrial pentru a stabili politicile și a face recomandări pentru organele de conducere generale, Convenția Rotary International, și Consiliului legislativ Rotary International.
Șeful executiv al Rotary International este secretarul general, care conduce un personal de aproximativ 600 de persoane care lucrează la sediul internațional în Evanston, și în șapte birouri internaționale din întreaga lume.

## Statistici
Mai jos sunt câteva statistici valabile la data de 31 octombrie 2011 (* la data de 4 octombrie 2011).
Rotary
- Membri: 1.214.714
- Cluburi: 34.216
- Districte: 538

Rotaract (considerați membri Rotary)
- Membri: 204.102*
- Cluburi: 8.874*

Interact
- Membri: 315.836*
- Cluburi: 13.732*

Rotary Community Corps
- Membri: 165.807*
- Corpuri: 7.209*

RotaKids